# Zhang Guoguang
Zhang Guoguang (* Suizhong, 1945 -  ) es un político chino.
Nacido en Suizhong en 1945. Fue el  gobernador de la Provincia de Liaoning, sirviendo  partir de 1998 hasta el año 2001, también se desempeñó como gobernador de la Provincia de Hubei, durante el periodo 2001-2002. 